# Dalton Highway

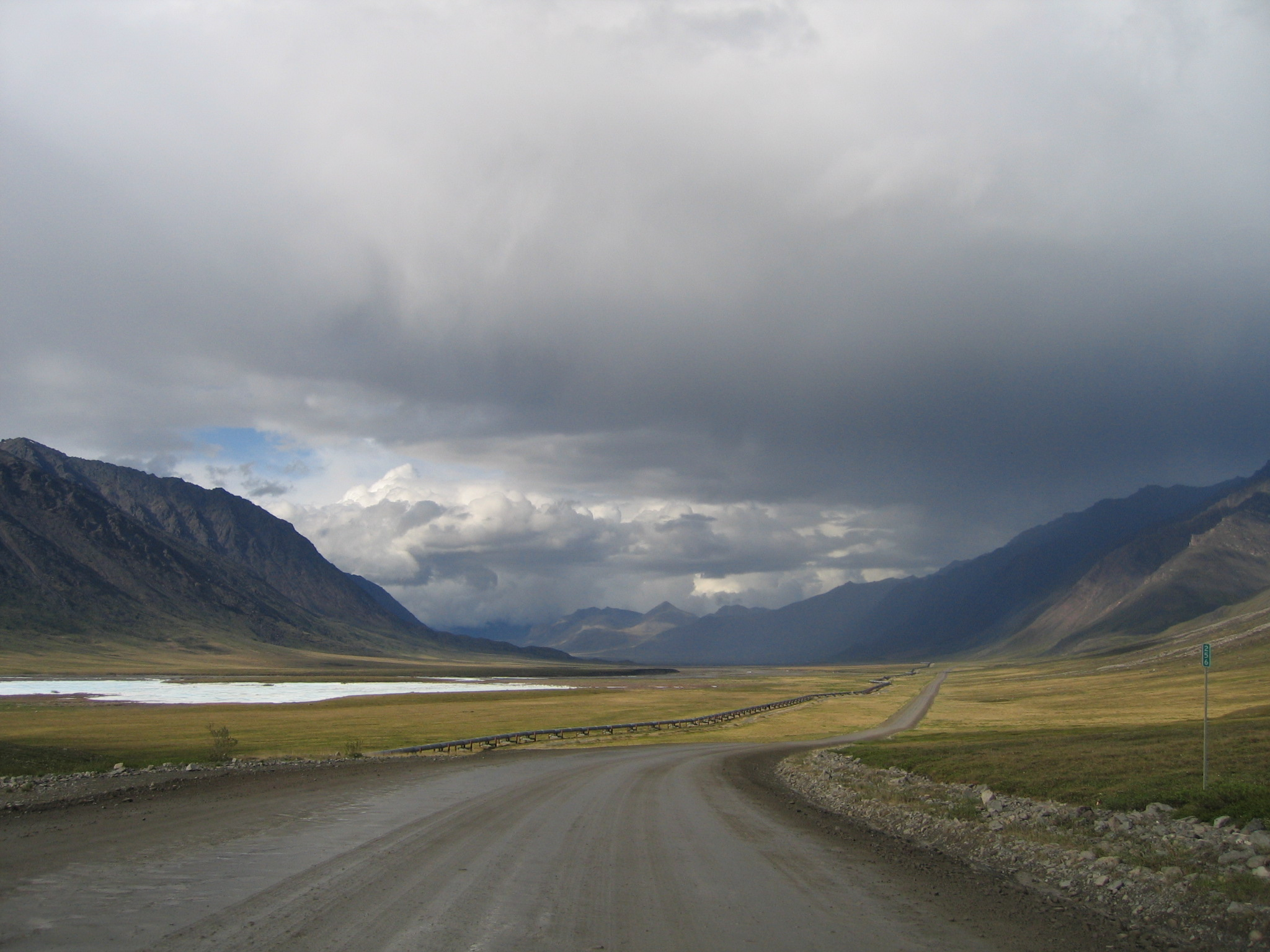
Mile 256 längs med Dalton Highway

James W. Dalton Highway, oftast Dalton Highway (Alaska Route 11) är en 666 kilometer lång väg i Alaska. Den startar vid Elliott Highway, norr om Fairbanks, och slutar vid Deadhorse nära Norra ishavet och oljefälten vid Prudhoe Bay. Den byggdes år 1974, från början fungerade den som serviceväg till pipelinen som går längs med vägen.
Vägen är en av de mest isolerade vägarna i USA. Mellan Coldfoot och Deadhorse, en sträcka på 384 kilometer, finns inte några servicemöjligheter alls, och längs med övriga delen av vägen finns bara rastplatser för lastbilar. Bortom Deadhorse finns bara privata vägar som ägs av oljeföretag, men resebolag anordnar turer längs med dessa för att ta folk till Norra ishavet.
Vägen har fått sitt namn efter James Dalton, en alaskafödd ingenjör som arbetade som expertkonsult under det tidiga oljeletandet i norra Alaska.

## Platser längs Dalton Highway
- Mile 73 (Km 118) på Elliott Highway utgör mile 0 (km 0)
- TAPS pumpstation 6, mile 54 (km 87)
- E. L. Patton Yukon River-bron, mile 55 (km 90)
- Norra polcirkeln, mile 115 (km 185)
- Prospect Creek, platsen där den lägsta temperaturen i hela USA uppmätts, mile 135 (km 217)
- TAPS pumpstation 5, mile 137 (km 221)
- Coldfoot, mile 175 (km 282)
- Wiseman, mile 188 (km 304)
- Atigun Pass, höjd på 1 463 m, mile 245 (km 394)
- TAPS pumpstation 4, mile 269 (km 433)
- TAPS pumpstation 3, mile 312 (km 502)
- TAPS pumpstation 2, mile 359 (km 577)
- Deadhorse, mile 414 (km 666)